# Paulo Zagallo
Paulo Jorge de Castro Zagallo (Rio de Janeiro, 12 de maio de 1957), também conhecido como Paulo Zagallo, é um treinador de futebol. Filho mais velho de Mário Zagallo, já treinou diversas equipes do futebol brasileiro.
Paulo Zagallo, faz parte da história do futebol brasileiro, acompanhando todos os momentos, mais celebres e vencedores ao lado do pai.
Em sua carreira, como técnico futebol, observou a evolução técnica de nosso principal esporte, revelando grandes atletas, em seus mais diferentes períodos e participou ativamente, de seus momentos mais gloriosos.
Paulo Zagallo tem em sua genética o mesmo profissionalismo vencedor e competitividade do pai Mário Zagallo, o técnico e jogador, com maior numero de títulos mundiais da historia do futebol.
Adquiriu toda experiência vencedora do pai, além de ser um grande mestre estudioso do futebol nacional e internacional. Em sua carreira como técnico profissional, teve a oportunidade de fazer parte de um seleto grupo de técnicos da CBF, sendo treinador da Seleção Brasileira de Futebol Masculino Sub-18 e Sub-20, além de treinar vários outros grandes clubes do futebol nacional como: Botafogo de Futebol e Regatas, Goiás Esporte Clube, America Football Club, Madureira Esporte Clube, entre outros.
Filho de Zagallo comenta sobre o trabalho de Cuca no Palmeiras
Paulo Zagallo defende que postura do treinador depende de sua equipe
Filho de Zagallo volta ao trabalho e planeja atuar no futebol paulista